# Mencía

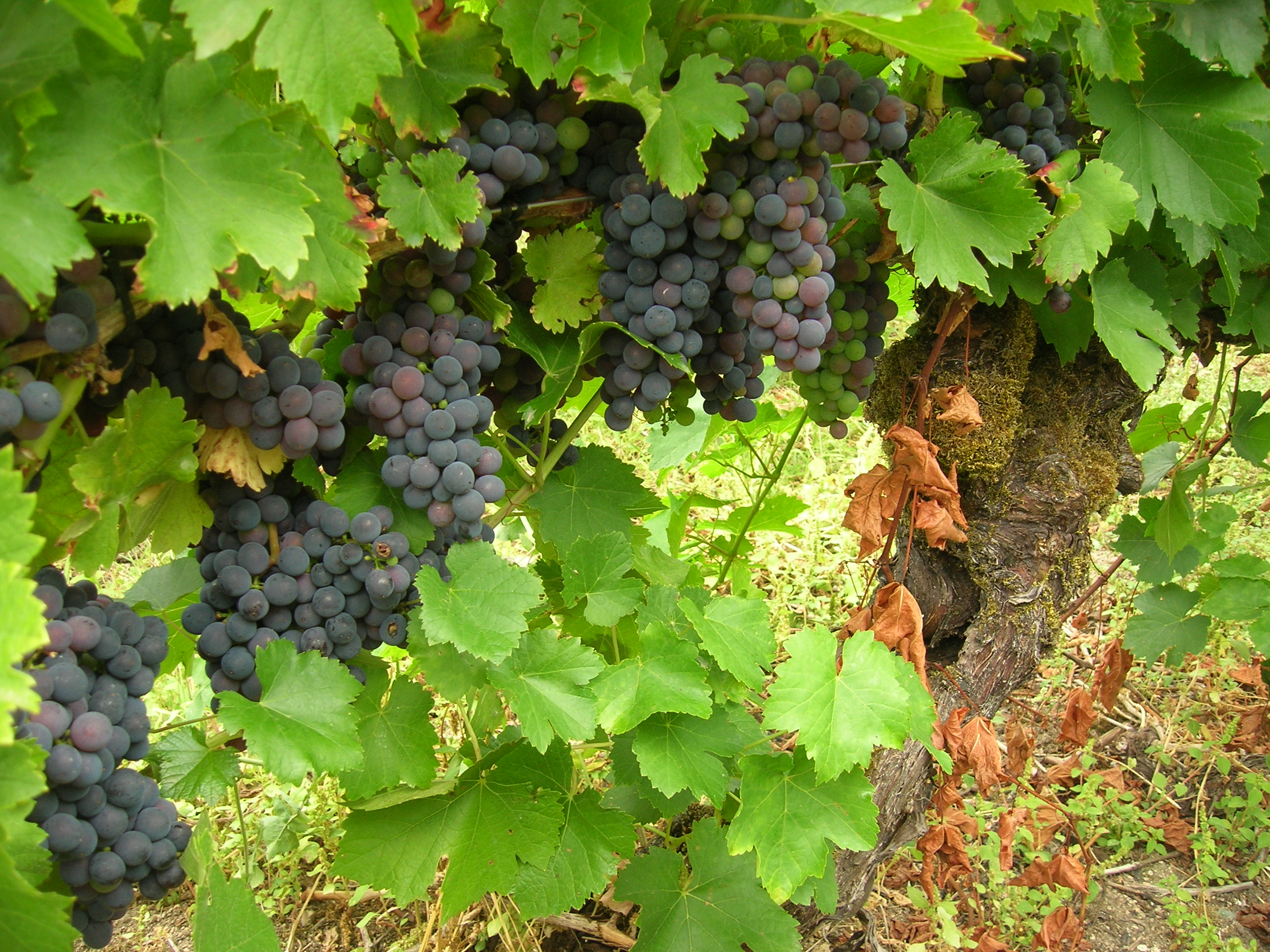
Mencía-Trauben in Ribeira Sacra

Mencía ist eine Rotweinsorte, die in den autonomen Regionen Nordwestspaniens Galicien und Kastilien (insbesondere in den Anbaugebieten Bierzo, Rías Baixas, Valdeorras und Vinos de León) stark verbreitet ist und die im spanischen Rebsortenspiegel den 9. Rang mit knapp 11.330 Hektar Rebfläche belegt.

## Abstammung, Herkunft
Mencía ist eine autochthone Rebsorte aus der Region um Villafranca del Bierzo.
In Spanien durchgeführte DNA-Analysen belegten, dass die portugiesische Sorte „Jaen du Dão“ ein Klon der Sorte Mencía ist.

## Wein
Sie erbringt leichte, recht duftige, eher hellrote Weine, die in ihrer Jugend getrunken werden sollten.

## Synonyme
Fernao Pires Tinta, Giao, Jaen, Jaen du Dão, Jaen Galego, Jaen Galeno, Jaen Noir, Jaen Tinto, Loureiro Tinto, Mencin, Negra, Negro, Tinto Mencia, Tinto Mollar.